# 수잔 펜핼리곤
수잔 펜핼리곤(Susan Penhaligon, 1949년 7월 3일 ~ )은 영국의 배우, 영화배우이다.
마닐라에서 태어났다.

## 영화
- 시민 VS 케인 (2009년)
- 헐리웃과 맞장뜨기: 호주 B무비의 세계 (2008년)
- 닥터스 (2000년)
- 캐주얼티 (1986년)
- 말괄량이 길들이기 (1980년)
- 어느날 갑자기 (1979년)
- 패트릭 (1978년)
- 드라큐라 백작 (1977년)
- 서바이벌 런 (1977년)
- 고양이 대습격 (1977년)
- 망각의 땅 (1975년)
- 혼자 살아남은 소녀 (1974년) - 줄리안 코엡케 역
- 우리는 신사예요 (1973년)
- 프라이빗 로드 (1971년)